# コスワース・CA2010
コスワース・CA2010(Cosworth CA2010)はコスワースによって製作されたフォーミュラ1(F1)用エンジン。2010年にウィリアムズと新規参入チームであるロータス・レーシング、HRT、ヴァージン・レーシングに供給される。

## 概要
2006年シーズンに使用されたコスワース・CA2006がベースとなっているが、当初はコスワースの開発時間の短さから、最高回転数制限はかけられない予定であった。しかし、全てのエンジンに対して、最高回転数を18,000rpmとすることが決定されたため、そのための改良が後に施された。
2010年1月12日に各チームに向けて出荷する準備が整ったとコスワースが発表した。

## スペック
- 角度・気筒数 V型8気筒・90度
- バルブ数 32
- 排気量 2,400 cc
- 最高回転数 18,000rpm[3]
- 重量 95 kg
- ボア 98 mm以下
- シリンダーブロック アルミニウム製
- ピストン アルミニウムアロイ製
- クランクシャフト スチール製
- エレクトロニクス Pi・コスワース
- スパークプラグ チャンピオン
- 燃料 BP[3]
- 潤滑油 BP[3]